# Péninsule Olioutorski
La péninsule Olioutorski (en russe : Олюторский полуостров) est une péninsule située dans le raïon Olioutorski, au nord-est de la péninsule du Kamtchatka, dans l'Extrême-Orient russe. Elle s'avance sur 70 km à l'intérieur de la mer de Béring. Le cap Olioutorski, qui la termine, délimite la baie d'Olioutorski (au nord).
Plusieurs fleuves traversent la péninsule, parmi lesquels : Ukiin, Apuka, Anichklanvayam, Yagolvayam, Jakin et Kavaca. Les principaux lacs de la péninsule Olioutorski sont le lac Vaymintavyn et le lac Vatytgytzyn. 
Le relief de la péninsule est montagneux avec des vallées glaciaires larges et profondes. Le point culminant est le Seraïa (917 m). Les autres sommets significatifs sont le Mnogoglavaïa (858 m), le Kroutaïa (819 m) et le Baranïa (733 m). 
La végétation présente sur la péninsule est caractéristique de la toundra avec des forêts de pins nain de Sibérie, d'aulnes, de saules et de bouleaux.